# Jules Férat
Jules-Descartes Férat (Ham, 28 de noviembre de 1829 - París, 6 de junio de 1906), más conocido como Jules Férat, fue un ilustrador, pintor y grabador francés. Junto con Léon Benett y Édouard Riou, fue uno de los grandes ilustradores de Julio Verne.

## Biografía
Entre 1850 y finales de la década de 1880, Jules Férat trabajó como ilustrador para importantes empresas francesas y para la divulgación del progreso científico, en particular para Louis Figuier. También realizó trabajos para obras novelísticas de autores como Eugène Sue, Mayne-Reid, Edgar Allan Poe, Émile Zola, Jules Sandeau, Louis Boussenard y Victor Hugo. 
Desde 1866, trabajó para la « Bibliothèque des Merveilles » publicada por Hachette. Gracias a su trabajo realizado en dicha publicación, Pierre-Jules Hetzel le pidió que ilustrara la obra Una ciudad flotante Julio Verne, siendo el principio de una colaboración que incluyó los Viajes extraordinarios. También realizó ilustraciones para la revista Journal des Voyages. 
Falleció en la Casa Dubois (antiguo nombre del Hospital Fernand-Widal) del X Distrito de París.

## Obra destacada

### Ilustraciones para Julio Verne
- 1871, Une ville flottante, 44 ilustraciones; Les Forceurs de blocus, 17 ilustraciones.
- 1872, Aventures de trois Russes et de trois Anglais dans l'Afrique australe 53 ilustraciones.
- 1873, Le Pays des fourrures, 103 ilustraciones junto con Alfred Quesnay de Beaurepaire.
- 1875, L'Île mystérieuse, 152 ilustraciones.
- 1875, Martin Paz, 17 ilustraciones.
- 1876, Michel Strogoff, 91 ilustraciones.
- 1877, Les Indes noires, 45 ilustraciones.
- 1876, Un drame au Mexique, 6 ilustraciones.

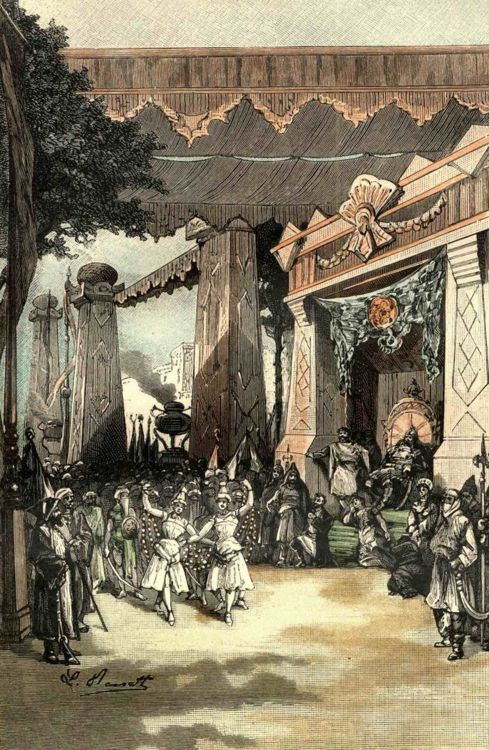
Ejemplo para la obra: Miguel Strogoff (Verne)
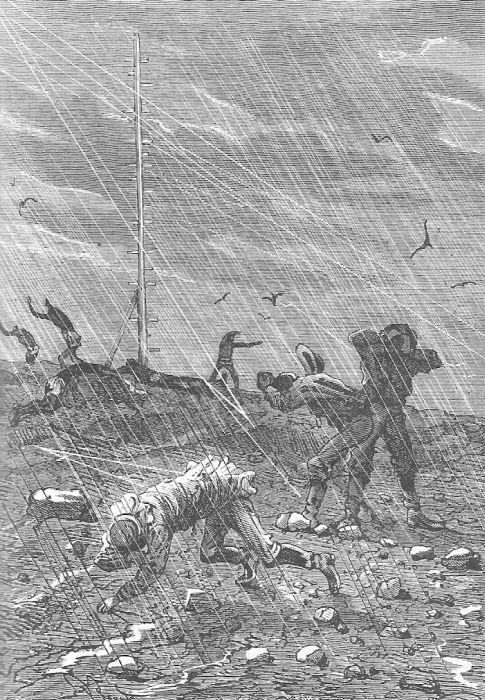
Ejemplo para la obra: Aventuras de tres rusos y tres ingleses en el África austral (Verne)
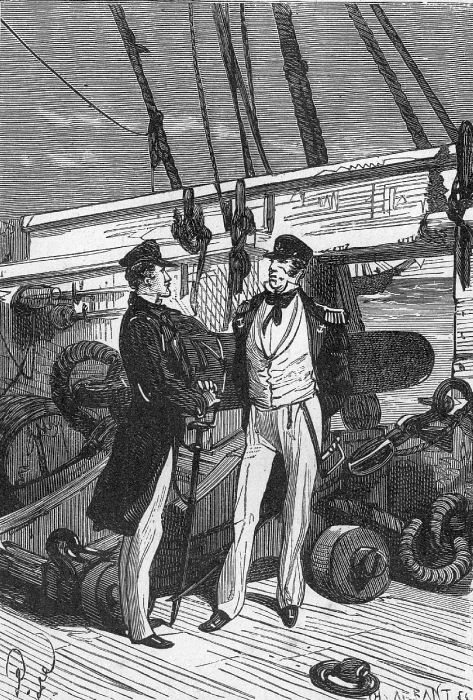
Ejemplo para la obra: Un drama en México (Verne)
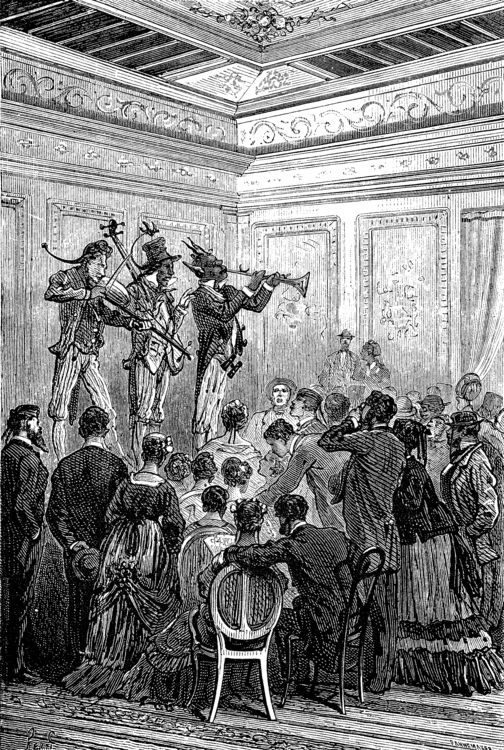
Ejemplo para la obra: Una ciudad flotante (Verne)